# Pierwsze piątki
Pierwsze piątki – forma kultu Serca Pana Jezusa w Kościele rzymskokatolickim, polegająca na szczególnej modlitwie do Serca Jezusowego w dziewięć kolejnych pierwszych piątków miesiąca. 

## Warunki
Istotą i warunkiem pierwszych piątków jest przyjęcie Komunii świętej wynagradzającej Sercu Jezusowemu za grzechy swoje i całego świata. Zazwyczaj po takiej Mszy lub przed nią uroczyście odmawia się litanię do Najświętszego Serca Pana Jezusa. Jeżeli wierny nie jest w stanie łaski uświęcającej, powinien wcześniej przystąpić do sakramentu pokuty i pojednania.

## Objawienie
Praktyka ta została objawiona św. Małgorzacie Marii Alacoque przez Chrystusa w 1673 roku. Zgodnie z objawieniem: 

kto przez dziewięć kolejnych pierwszych piątków przystąpi do Komunii Świętej i ofiaruje ją jako wynagrodzenie za grzechy własne i rodzaju ludzkiego, temu Boże Serce zapewni miłosierdzie w chwili zgonu, że nie umrze bez Jego łaski.

Istotną sprawą jest przystąpienie do Komunii Świętej, pod warunkiem, że wierny jest w stanie łaski uświęcającej. Sakrament pojednania w tym dniu jest  niekonieczny, jeżeli wierny przystąpił do niego kilka dni wcześniej i nie jest w stanie grzechu ciężkiego.
Co prawda Kościół oficjalnie nie odniósł się teologicznie do tej obietnicy, ale nigdy jej nie zaprzeczył, pozwalając ufać, że zostanie ona wypełniona. Praktyka pierwszych piątków przyczyniła się do spopularyzowania częstego przystępowania do Komunii świętej.
Pius XI w encyklice Miserentissimus Redemptor uznał praktyki wynagradzające Sercu Jezusa, które zostały objawione św. Małgorzacie Marii Alacoque, w tym przyjmowanie Komunii św. w pierwsze piątki miesiąca. 

## 12 obietnic Jezusa
Oprócz obietnicy łaski zbawienia, gdy spełnimy polecenia Jezusa, złożył jeszcze przyrzeczenia, które rozproszone w zapiskach świętej Małgorzaty Marii, zostały zebrane i do dziś istnieją w formie tzw. 12 obietnic Jezusa:
1. Dam im wszystkie łaski potrzebne w ich stanie.
2. Zgoda i pokój będą panowały w ich rodzinach.
3. Będę ich pocieszał we wszystkich ich strapieniach.
4. Będę ich bezpieczną ucieczką za życia, a szczególnie przy śmierci.
5. Wyleję obfite błogosławieństwa na wszystkie ich przedsięwzięcia.
6. Grzesznicy znajdą w mym Sercu źródło nieskończonego miłosierdzia.
7. Dusze oziębłe staną się gorliwymi.
8. Dusze gorliwe dojdą szybko do wysokiej doskonałości.
9. Błogosławić będę domy, w których obraz mego Serca będzie umieszczony i czczony.
10. Kapłanom dam moc kruszenia serc najzatwardzialszych.
11. Imiona tych, co rozszerzać będą to nabożeństwo, będą zapisane w mym Sercu i na zawsze w Nim pozostaną.
12. Przyrzekam w nadmiarze miłosierdzia Serca mojego, że wszechmocna miłość moja udzieli tym wszystkim, którzy komunikować będą w pierwsze piątki przez dziewięć miesięcy z rzędu, łaskę pokuty ostatecznej, że nie umrą w stanie niełaski mojej ani bez sakramentów i że Serce moje stanie się dla nich bezpieczną ucieczką w godzinę śmierci.